# Gianluca Basile
Gianluca Basile, född 24 januari 1975 i Ruvo di Puglia, Italien, är en italiensk basketspelare som tog OS-silver 2004 i Aten. Detta var Italiens  första medalj på 24 år i herrbasket vid olympiska sommarspelen. Basile hade en speciell roll i laget som lagkapten. 2003 tog han med landslaget brons vid basket-EM i Sverige. Han deltog även i baskettävlingarna vid olympiska sommarspelen 2000 i Sydney. 